# بطولة العالم للدراجات على المضمار 1949
بطولة العالم للدراجات على المضمار 1949 هي الدورة ال46 من بطولة العالم للدراجات على المضمار، أجريت في كوبنهاغن، الدنمارك.

## النتائج النهائية
| المسابقة                              | ذهبية                 | فضية                    | برونزية              |
| ------------------------------------- | --------------------- | ----------------------- | -------------------- |
| السرعة الفردية                        | ريج هاريس (GBR)       | Jan Derksen (NED)       | آري فان فليت (NED)   |
| سباق المطاردة الفردية                 | فاوسطو كوبي (إيطاليا) | لوسيان جيلن (لوكسمبورغ) | فيم فان إست (هولندا) |
| سباق مطاردة الدراجة النارية للمحترفين | Elia Frosio (ITA)     | يان برونك (دراج) (NED)  | Raoul Lesueur (FRA)  |